# Riccardo Pick-Mangiagalli
Riccardo Pick-Mangiagalli (Strakonice, 10 luglio 1882 – Milano, 8 luglio 1949) è stato un pianista e compositore boemo naturalizzato italiano.

## Biografia
Nato in Boemia, ma in parte di origine italiana, ha studiato e vissuto nella penisola. Studiò al Conservatorio Giuseppe Verdi di Milano sotto la guida dei maestri Vincenzo Appiani (pianoforte) e Vincenzo Ferroni (composizione). Compì studi anche a Praga e Vienna, dove fu allievo di Richard Strauss. La sua carriera musicale iniziò con grande successo come pianista concertista, ma ben presto si dedicò esclusivamente alla composizione.
Nel 1936 succedette ad Ildebrando Pizzetti quale direttore del Conservatorio Giuseppe Verdi, incarico che mantenne fino alla morte. La sua produzione comprende opere liriche, balletti, musiche da camera, composizioni per pianoforte e orchestra e perfino musiche per il cinema. Il suo stile, assai personale, contemperava e coniugava diversi tratti del sinfonismo tedesco con elementi dell'impressionismo francese.
È ora sepolto nel cimitero di Cerro Maggiore (MI) nella tomba di famiglia.

## Opere principali
Tra i suoi lavori si ricordano una Sonata per violino e pianoforte, un Quartetto per archi, una Ballata sinfonica, una Humoresque per piano e orchestra, numerose composizioni per pianoforte (tra cui i "Deux Lunaires" op. 33) e alcune raccolte di liriche. 

### Opere liriche e balletti

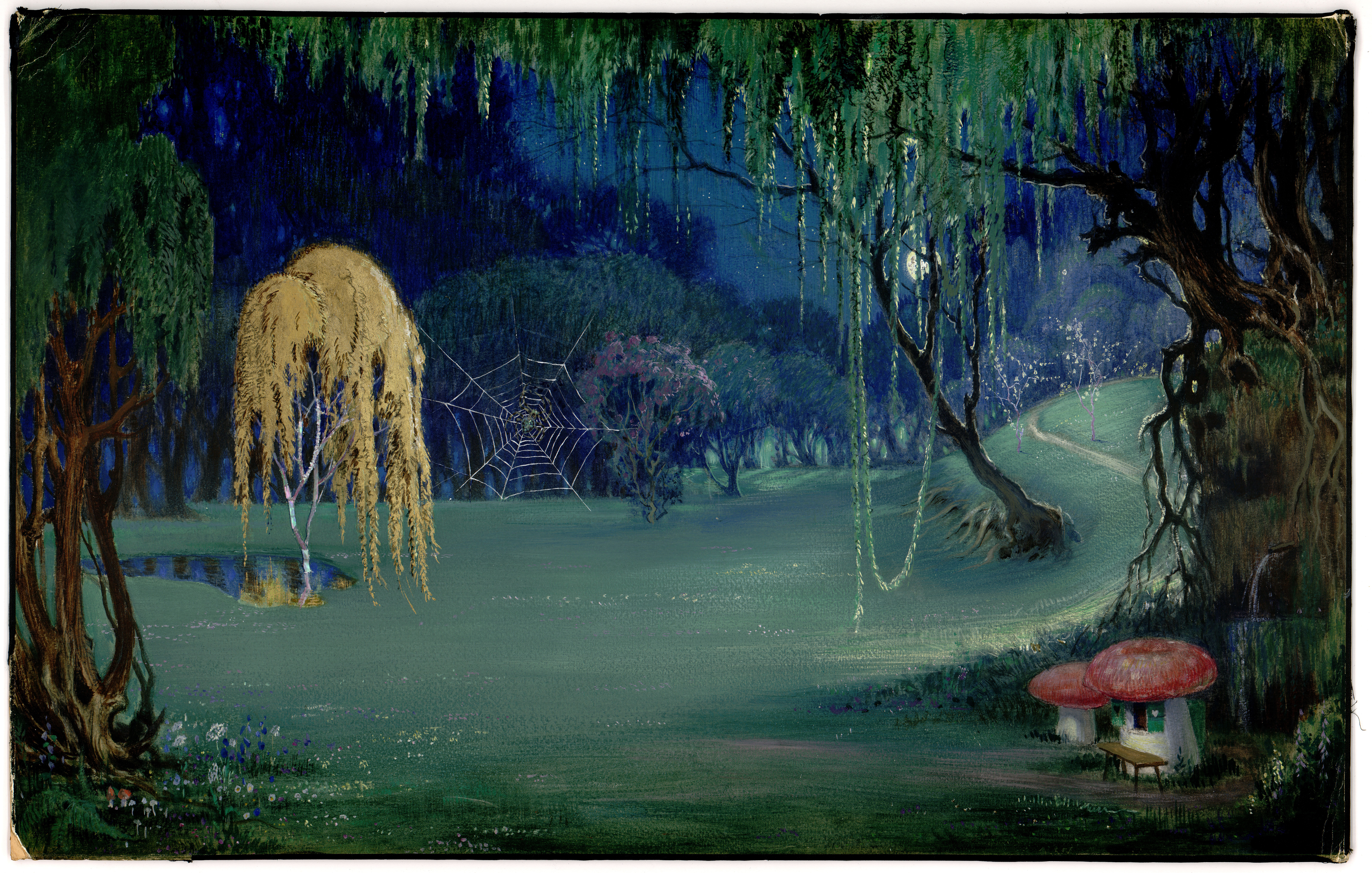
La foresta incantata dell'Orco, bozzetto per Il salice d'oro (1914).

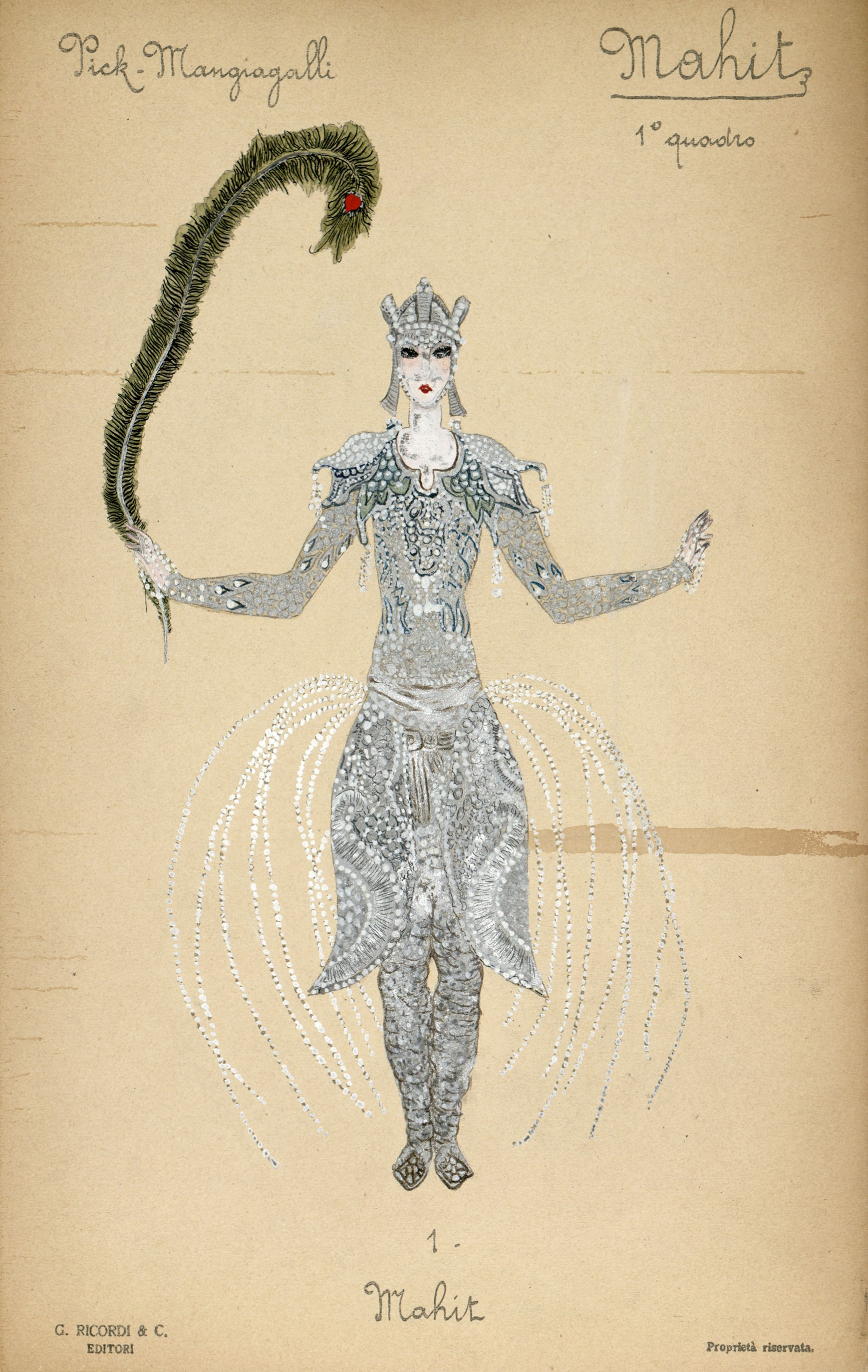
Mahit, figurino per Mahit atto 1 (1923).
Archivio Storico Ricordi

- Il Salice d'oro (1913, Teatro alla Scala, Milano)
- Il carillon magico (1918)
- La Berceuse (1920)
- Mahit (1923)
- Basi e Bote (1925, su libretto di Arrigo Boito)

### Altre opere
Per il cinema compose le musiche per il film Scandalo per bene (1939) e per il lungometraggio di animazione La Rosa di Baghdad (1949). Infine, fra i suoi numerosi lavori si segnala anche l'Inno dei Cavalieri del Santo Sepolcro (op. 63), scritto nel 1939 su parole di Luigi Orsini.